# Pterozonium scnipophagum
Pterozonium scnipophagum är en mångfotingart som först beskrevs av Carl Graf Attems 1951.  Pterozonium scnipophagum ingår i släktet Pterozonium och familjen Siphonophoridae. Inga underarter finns listade i Catalogue of Life.